# The Voice Kids (França)
The Voice Kids é um talent show francês para crianças de 6 a 15 anos, com base no conceito do show The Voice: la plus belle voix. A primeira transmissão ocorreu em 23 de agosto de 2014, na TF1. A primeira temporada foi vencida por Carla. A segunda temporada foi vencida por Jane e a terceira temporada foi vencida por Manuela Diaz.

## Visão geral
| Temporada              | 1ª temporada (2014)    | 2ª temporada (2015)                       | 3ª temporada (2016)  | 4ª temporada (2017)    | 5ª temporada (2018) |
| ---------------------- | ---------------------- | ----------------------------------------- | -------------------- | ---------------------- | ------------------- |
| Apresentado por        | Nikos Aliagas          | Nikos Aliagas                             | Nikos Aliagas        | Nikos Aliagas          | Nikos Aliagas       |
| Nos bastidores         | Karine Ferri           | Karine Ferri                              | Karine Ferri         | Karine Ferri           | Karine Ferri        |
| Jurados                | Louis Bertignac        | Louis Bertignac                           | Matt Pokora          | Matt Pokora            | Soprano             |
| Jurados                | Jenifer                |                                           |                      |                        |                     |
| Jurados                | Garou                  | Patrick Fiori                             | Patrick Fiori        | Patrick Fiori          | Patrick Fiori       |
| Jurados                |                        |                                           |                      | Amel Bent              |                     |
| Vencedor               | Carla Georges          | Jane Constança                            | Manuela Diaz         | Angélina Nava          |                     |
| Canal                  | TF1                    | TF1                                       | TF1                  | TF1                    | TF1                 |
| Período de transmissão | 23 de agosto de 2014   | 20 de setembro de 2015[carece de fontes?] | 27 de agosto de 2016 | 19 de agosto de 2017   |                     |
| Período de transmissão | 20 de setembro de 2014 | 25 de outubro de 2015                     | 8 de outubro de 2016 | 30 de setembro de 2017 |                     |

### Treinadores e finalistas
- Vencedor
- Vice-campeão
- Terceiro lugar

| Temporada | Louis Bertignac                     | Jenifer                                         | Garou                                     |         |
| 1         | Henri Bungert Justine Bauby Charlie | Carla Georges Paul Silve Mélina Léva            | Nemo Schiffman' Naya Laetitia Leconte     |         |
| 2         | Louis Bertignac                     | Jenifer                                         | Patrick Fiori                             |         |
| 2         | Léo Ristorto Laura Coline Preher    | Lisandro Cuxi Lisandru Vivoni Justine d'Aprigny | Jane Constance Swany Patrac Phoebe Koyabe |         |
| 3         | Matt Pokora                         | Jenifer                                         | Patrick Fiori                             |         |
| 3         | Manuela Diaz Tamilia Chance         | Lou Jean Achille Billaut                        | Evän Devillard Agathe Bonin               |         |
| 4         | Betyssam Antoine Letouzé            | Leelou Garms Amandine Prost                     | Angélina Nava Cassidy Cruiks              |         |
| 5         | Patrick Fiori                       | Jenifer                                         | Amel Bent                                 | Soprano |
| 5         | TBA                                 | TBA                                             | TBA                                       | TBA     |

### Visão geral da série
| Equipe Louis Equipe Patrick | Equipe Garou Equipe Matt | Equipe Jenifer Equipe Soprano | Equipe Amel Equipe Kendji |

| Temporada | Estreia                | Final                  | Vencedor(a)    | Segundo Lugar       | Terceiro Lugar | Técnico Vencedor | Apresentador               | Técnicos (ordem) | Técnicos (ordem) | Técnicos (ordem) | Técnicos (ordem) |
| Temporada | Estreia                | Final                  | Vencedor(a)    | Segundo Lugar       | Terceiro Lugar | Técnico Vencedor | Apresentador               | 1                | 2                | 3                | 4                |
| --------- | ---------------------- | ---------------------- | -------------- | ------------------- | -------------- | ---------------- | -------------------------- | ---------------- | ---------------- | ---------------- | ---------------- |
| 1         | 23 de Agosto de 2014   | 20 de Setembro de 2014 | Carla Georges  | Nemo Schiffman      | Henri Bungert  | Jenifer          | Nikos Aliagas Karine Ferri | Louis            | Jenifer          | Garou            |                  |
| 2         | 20 de Setembro de 2015 | 25 de Outubro de 2015  | Jane Constance | Lisandro Cuxi       | Leo Ristorto   | Patrick Fiori    | Nikos Aliagas Karine Ferri | Louis            | Jenifer          | Patrick          |                  |
| 3         | 27 de Agosto de 2016   | 8 de Outubro de 2016   | Manuela Diaz   | Lou Jean            | Evän Devillard | Matt Pokora      | Nikos Aliagas Karine Ferri | Matt             | Jenifer          | Patrick          |                  |
| 4         | 19 de Agosto de 2017   | 30 de Setembro de 2017 | Angélina Nava  | Leelou Garms        | Betyssam       | Patrick Fiori    | Nikos Aliagas Karine Ferri | Matt             | Jenifer          | Patrick          |                  |
| 5         | 12 de Otobro de 2018   | 7 de Dezembro de 2018  | Emma Cerchi    | Ermonia Ashkhbabyan | Lily Laville   | Jenifer          | Nikos Aliagas Karine Ferri | Patrick          | Amel             | Jenifer          | Soprano          |
| 6         | 23 de Agosto de 2019   | 25 de Otobro de 2019   | Soan Arhimann  | Natihei Ly Sing São | Manon Maley    | Amel Bent        | Nikos Aliagas Karine Ferri | Patrick          | Amel             | Jenifer          | Soprano          |
| 7         | TBA in 2020            | TBA in 2020            | TBA            | TBA                 | TBA            | TBA              | Nikos Aliagas Karine Ferri | Soprano          | Jenifer          | Kendji           | Patrick          |